# Andrew Parrott

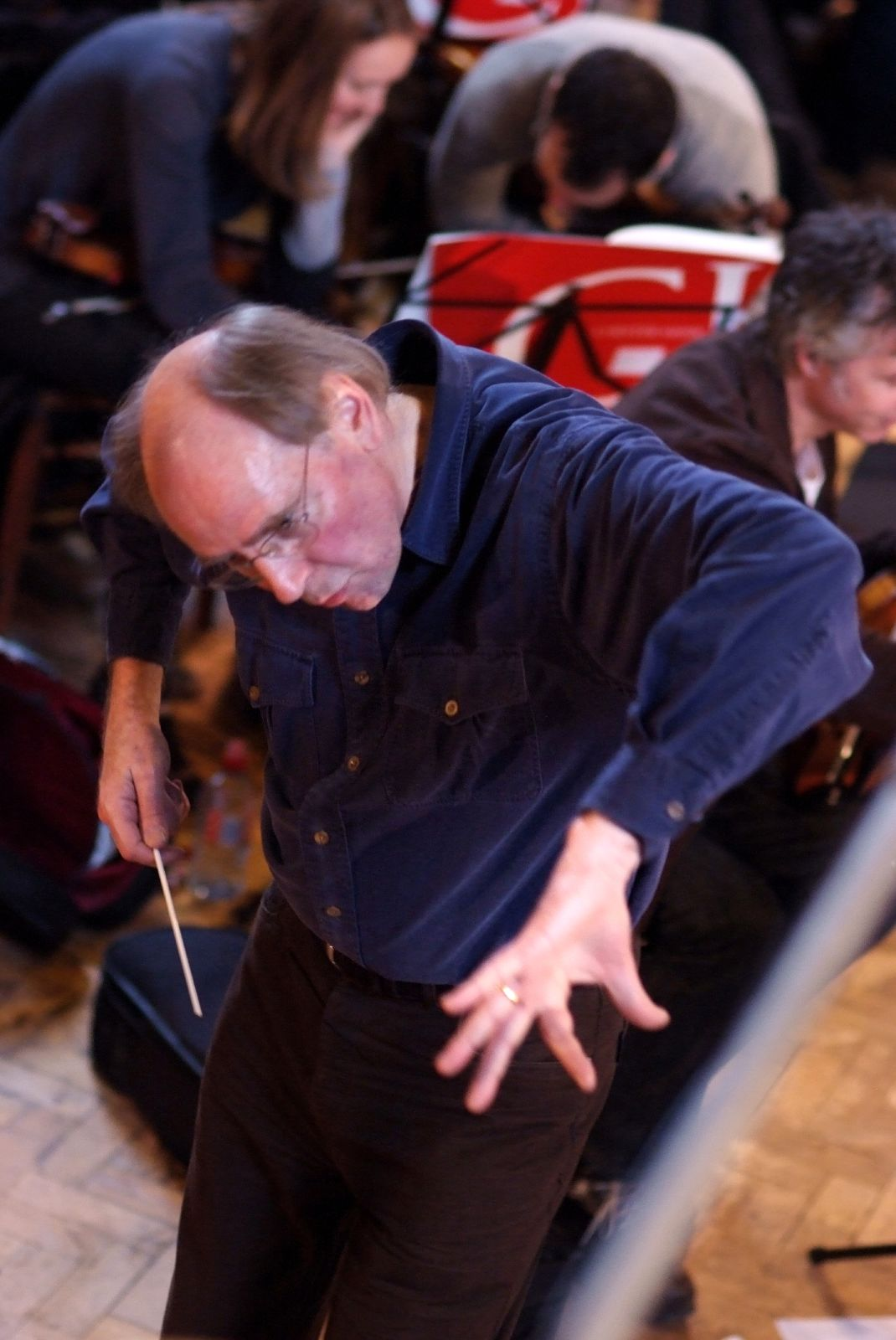
Parrott a St l'església de Jude, Londres, el 2008

Andrew Parrott (nascut el 10 de març de 1947) és un director britànic, potser més conegut per ser pioner en la "interpretació històricament informada" de la música antiga. Ha dirigit una gamma ampla de repertori, incloent música contemporània. Va dirigir l'estrena i l'enregistrament d'Una nit a l'òpera xinesa, de Judith Weir. També ha enregistrat música nova d'altres compositors britànics moderns, com John Tavener i Vladimír Godár.
El 1973 va fundar el Taverner Choir, Consort and Players, un grup format per a la interpretació de música renaixentista i barroca amb instruments antics o còpia moderna d'instruments originals, amb seu a Londres. Ha estat director de London Mozart Players des de setembre 2006. Actualment, Parrott és el director musical del New York Collegium a la ciutat de Nova York.
Parrott ha publicat diversos articles sobre Bach, Monteverdi i Purcell, és co-editor del New Oxford Book of Carols i autor de The Essential Bach Choir, per al qual es va informar amb Joshua Rifkin sober com cal interpretar les peces per a una veu sola de Bach, una apropament que redueix significativament les forces que cal emprar en una obra coral de Bach feina coral.
També és patró de la Bampton Classical Opera.